# ネイト・フレイマン
ネイサン・サミュエル・フレイマン（Nathan Samuel Freiman, 1986年12月31日 - ）は、アメリカ合衆国ワシントンD.C.出身の元プロ野球選手（一塁手）。右投右打。
夫人は元プロゴルファーのアマンダ・ブルーメンハースト。

## 経歴

### パドレス傘下時代
2008年のMLBドラフト28巡目（全体843位）でテキサス・レンジャーズから指名されたが、この時は入団しなかった。
2009年のMLBドラフト8巡目（全体234位）でサンディエゴ・パドレスから指名され、6月15日に入団。この年は傘下のA-級ユージーン・エメラルズで72試合に出場し、打率.294・11本塁打・68打点という打撃成績をマークし、プロ初年度から強打を発揮した。
2010年はA級フォートウェイン・ティンキャップスでプレーしたが、2年連続で打率.294を記録した。
2011年はA+級レイクエルシノア・ストームで138試合に出場して22本塁打・111打点という好成績を記録。守備面では一塁で16失策を犯し、守備率.987という成績だった。
2012年はレギュラーシーズンでは、メジャー昇格はならなかったものの、AA級サンアントニオ・ミッションズで打率.298・24本塁打・105打点という成績を残し、ランクの異なるマイナーでの成績ながら、2年連続で20本塁打・100打点のラインをクリアした。さらに第3回WBC予選のイスラエル代表に選出された。

### アストロズ傘下時代
2012年12月6日にルール・ファイブ・ドラフトでヒューストン・アストロズから2巡目指名され、移籍した。

### アスレチックス時代
2013年3月23日にウェイバーでオークランド・アスレチックスへ移籍した。4月3日のシアトル・マリナーズ戦でメジャーデビューを果たした。この年は80試合に出場して打率.274を記録、4本塁打を放った。守備では59試合で一塁守備に就き、1失策・守備率.997という成績を残した。
2014年、出場試合数は前年の半減以下となる36試合に留まったが、前年を上回る5本のアーチを放った。
2015年7月2日にDFAとなった。7月5日に40人枠を外れる形でAAA級ナッシュビル・サウンズに異動した。

### ブレーブス傘下時代
2015年12月14日に解雇となり、アトランタ・ブレーブスとマイナー契約を結んだ。

### ナショナルズ傘下時代
2016年3月27日にタイラー・ムーアとのトレードで、ワシントン・ナショナルズへ移籍したが、4月21日に自由契約となる。

### 独立リーグ時代
2016年4月30日に独立リーグ・アトランティックリーグのロングアイランド・ダックスと契約し6試合の出場後、5月10日にボストン・レッドソックスとマイナー契約を結んだ。オフの11月7日にFAとなった。2017年3月、第4回WBCにイスラエル代表として出場した。

### メキシカンリーグ時代
2017年5月2日、メキシカンリーグのモンクローバ・スティーラーズと契約。5月20日、コール・ギレスピーとのトレードでプエブラ・パロッツへ移籍。この年の成績は、198打数で打率.298・出塁率.418・長打率.480・8本塁打・35打点だった。2018年シーズンが始まる前の1月18日に放出された。

### 現役引退後
2018年3月10日に現役を引退し、デューク大学で経営学修士を学ぶことを発表した。

## 詳細情報

### 年度別打撃成績
| 年 度    | 球 団    | 試 合 | 打 席 | 打 数 | 得 点 | 安 打 | 二 塁 打 | 三 塁 打 | 本 塁 打 | 塁 打 | 打 点 | 盗 塁 | 盗 塁 死 | 犠 打 | 犠 飛 | 四 球 | 敬 遠 | 死 球 | 三 振 | 併 殺 打 | 打 率 | 出 塁 率 | 長 打 率 | O P S |
| -------- | -------- | ----- | ----- | ----- | ----- | ----- | -------- | -------- | -------- | ----- | ----- | ----- | -------- | ----- | ----- | ----- | ----- | ----- | ----- | -------- | ----- | -------- | -------- | ----- |
| 2013     | OAK      | 80    | 208   | 190   | 10    | 52    | 8        | 1        | 4        | 74    | 24    | 0     | 0        | 0     | 2     | 14    | 0     | 2     | 31    | 8        | .274  | .327     | .389     | .716  |
| 2014     | OAK      | 36    | 93    | 87    | 12    | 19    | 5        | 0        | 5        | 39    | 15    | 0     | 0        | 0     | 0     | 5     | 1     | 1     | 23    | 6        | .218  | .269     | .448     | .717  |
| MLB：2年 | MLB：2年 | 116   | 301   | 277   | 22    | 71    | 13       | 1        | 9        | 113   | 39    | 0     | 0        | 0     | 2     | 19    | 1     | 3     | 54    | 14       | .256  | .309     | .408     | .717  |

### 年度別守備成績
| 年 度 | 球 団 | 一塁（1B） | 一塁（1B） | 一塁（1B） | 一塁（1B） | 一塁（1B） | 一塁（1B） |
| 年 度 | 球 団 | 試 合      | 刺 殺      | 補 殺      | 失 策      | 併 殺      | 守 備 率   |
| ----- | ----- | ---------- | ---------- | ---------- | ---------- | ---------- | ---------- |
| 2013  | OAK   | 59         | 292        | 17         | 1          | 23         | .997       |
| 2014  | OAK   | 33         | 211        | 7          | 3          | 24         | .986       |
| MLB   | MLB   | 92         | 503        | 24         | 4          | 47         | .992       |

### 獲得タイトル・表彰・記録
- ルーキー・オブ・ザ・マンス：1回（2013年5月）

### 背番号
- 7（2013年）
- 35（2014年）

### 代表歴
- 2013 ワールド・ベースボール・クラシック・イスラエル代表
- 2017 ワールド・ベースボール・クラシック・イスラエル代表